# 红颊长吻松鼠
红颊长吻松鼠（学名：Dremomys rufigenis）为松鼠科长吻松鼠属的动物。分布于柬埔寨，印度，老挝，马来西亚，缅甸，泰国，越南和中国大陆，广西、贵州、云南、四川、海南、广东、湖北等地，主要栖息于热带、亚热带森林。该物种的模式产地在缅甸。

## 亚种
- 红颊长吻松鼠广东亚种（学名：Dremomys rufigenis melli），Matschie于1922年命名。在中国大陆，分布于广东等地。该物种的模式产地在广东东部山地。[3]
- 红颊长吻松鼠湖北亚种（学名：Dremomys rufigenis pyrrhomerus），Thomas于1895年命名。在中国大陆，分布于贵州、四川、湖北等地。该物种的模式产地在湖北宜昌。[4]
- 红颊长吻松鼠海南亚种（学名：Dremomys rufigenis riudonensis），J. Allen于1906年命名。在中国大陆，分布于海南等地。该物种的模式产地在海南。[5]
- 红颊长吻松鼠指名亚种（学名：Dremomys rufigenis rufigenis），Blanford于1878年命名。。该物种的模式产地在缅甸。[6]

## 保护
本种于2023年被收录入《有重要生态、科学、社会价值的陆生野生动物名录》。